# Коксай (Кербулацький район)
Кокса́й (каз. Көксай) — село у складі Кербулацького району Жетисуської області Казахстану. Входить до складу Каспанський сільського округу.
У радянські часи село називалось Ферма № 3 совхоза імені Леніна.
Населення — 342 особи (2021; 281 у 2009, 391 у 1999, 388 у 1989).